# Kammerforst (Rheingau)

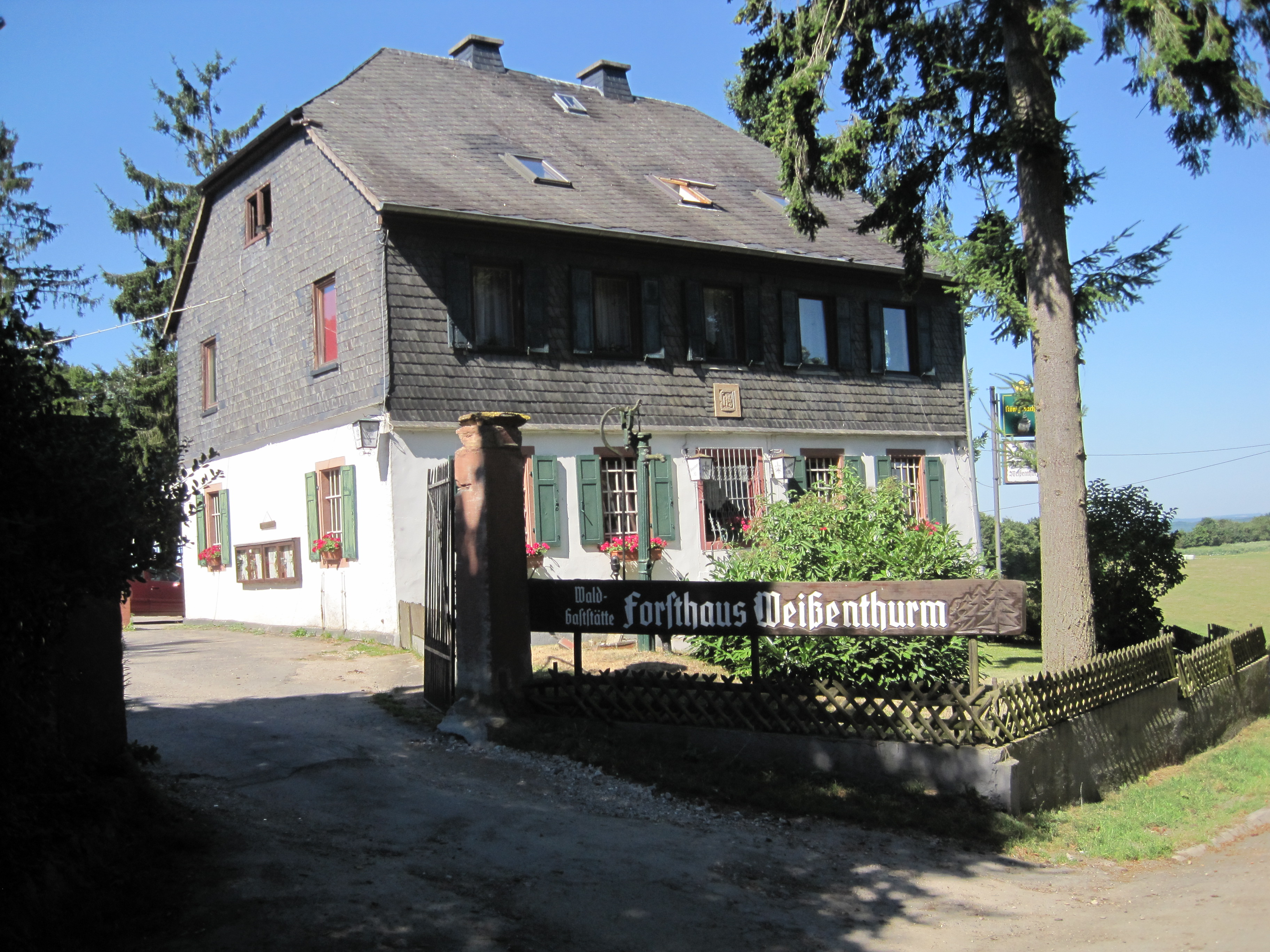
Forsthaus Weißenthurm

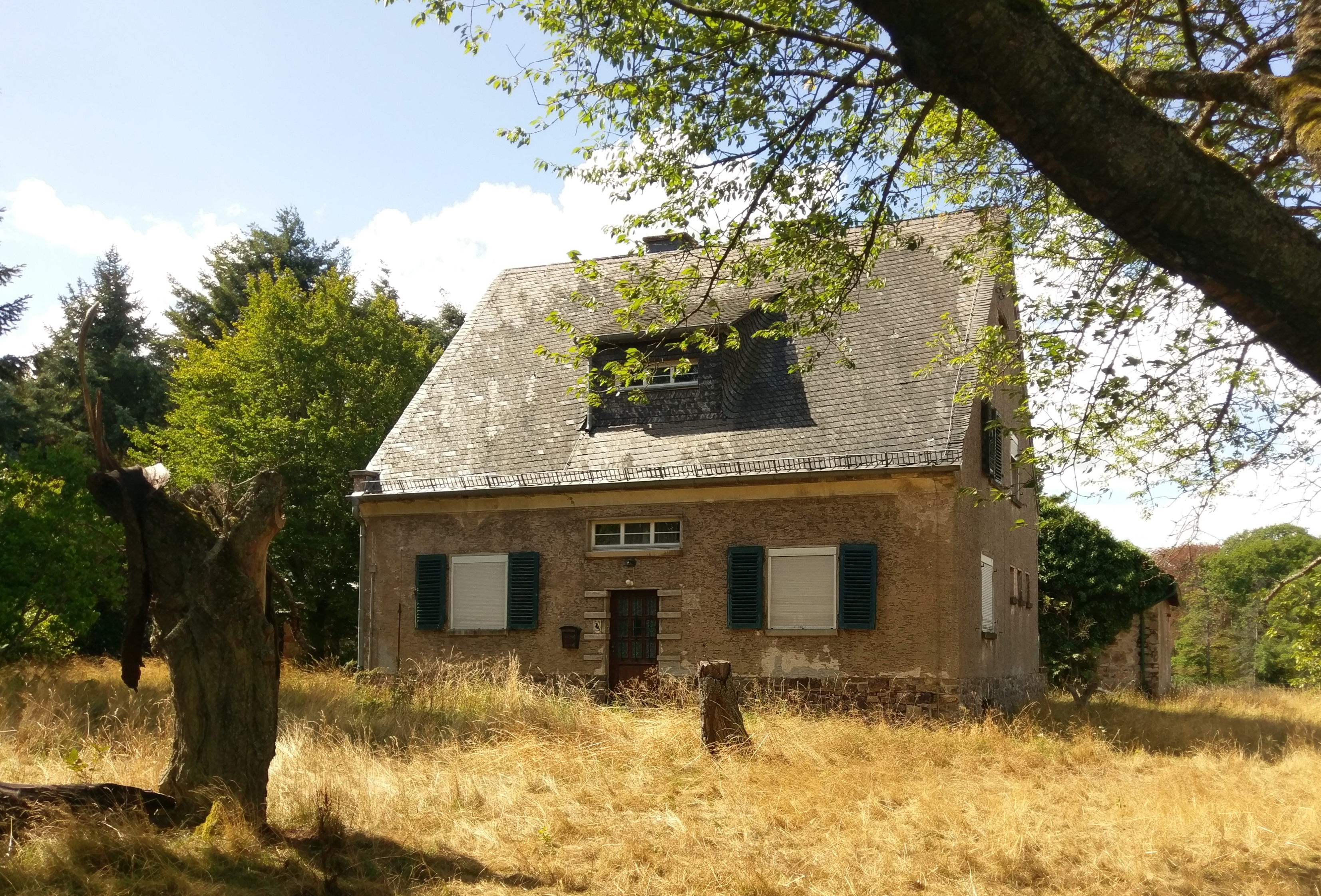
Forsthaus Kammerforst

Als Kammerforst oder als Staatsforst Rüdesheim werden im Rheingau die Waldungen bezeichnet, die nicht als Kommunalwald im Eigentum der Rheingauer Städte und Gemeinden stehen, sondern im Eigentum des Landes Hessen und für Hessen-Forst vom Forstamt Rüdesheim am Rhein und der Revierförsterei im Forsthaus Weißenthurm, früher auch vom Forsthaus Kammerforst, bewirtschaftet werden. Sie sind im Forstrevier Kammerforst zusammengefasst. Die Waldungen erstreckten sich im Wesentlichen über die Höhenlagen des westlichen Rheingaugebirges zwischen den Ortschaften Assmannshausen und Aulhausen im Süden, Lorch im Westen bis hin zur Kammerburg an der Wisper im Norden und rund um Presberg.
Die erste und bis heute überlieferte urkundliche Erwähnung des Kammerforstes findet sich 1108. Damals diente er als Dominialwald zur Finanzierung der Hofkammer des Erzstiftes Mainz. Nutzungsarten des Waldes waren die Gewinnung von Bauholz und die Köhlerei. Wegen des Bestandes an Eichen diente er ferner der Gewinnung von Gerberlohe und als Waldweide zur Schweinemast. Im Auftrag der kurfürstlichen Hofkammer wurde der Kartograph und Landmesser Andreas Trauttner 1758 mit der Vermessung und Kartierung des Kammerforstes und mit der Setzung von Grenzsteinen beauftragt, eine Arbeit, die über zehn Jahre in Anspruch nahm.
Nachdem dem Wolfsmonitoring des Hessischen Landesamts für Naturschutz, Umwelt und Geologie (HLNUG) in der Vergangenheit wiederholt Wolfsbeobachtungen und -spuren aus dem Kammerforst gemeldet worden waren, konnte das wildtiergenetische Labor des Senckenberg Forschungsinstituts erstmals Wolfs-DNA in einer Kot-Probe feststellen, die am 31. Januar 2021 vom Revierleiter des Forstamts Rüdesheim genommen worden war. Bis September 2023 konnten Wölfe mit insgesamt 6 Welpen durch Fotofallen nachgewiesen werden.